# Инфешта (Паредеш-де-Кора)
Инфешта (порт. Infesta) — район (фрегезия) в Португалии, входит в округ Виана-ду-Каштелу. Является составной частью муниципалитета Паредеш-де-Кора. По старому административному делению входил в провинцию Минью. Входит в экономико-статистический субрегион Минью-Лима, который входит в Северный регион. Население составляет 445 человек на 2001 год. Занимает площадь 5,65 км².